# Konstantes Kapital
Als konstantes Kapital bezeichnet Karl Marx (1818–1883) in seinem Hauptwerk Das Kapital einen Teil des vom Unternehmer angelegten Kapitals. Dabei handelt es sich um den Teil des aus Produktionsmitteln bestehenden Kapitals, dessen Gebrauchswert im Laufe einer Produktionsperiode durch Verschleiß oder Verbrauch untergeht und dessen Wert im Wert des Produkts wiedererscheint. Der Wert dieses Teils der Produktionsmittel bleibt im Produktionsprozess konstant und wird erhalten, da Lohnarbeiter ihn auf die zu schaffende Ware übertragen. Das Gegenstück zum konstanten Kapital ist das variable Kapital.

## Theoretischer Ort und Prinzip

### Theoretische Vorarbeit
In Das Kapital führt Marx den Begriff des konstanten Kapitals im ersten Band ein. Nachdem er in den ersten beiden Hauptabschnitten die ökonomischen Formen Ware, Geld und Kapital untersucht hat, behandelt er im dritten Hauptabschnitt die Produktion des absoluten Mehrwerts. Zunächst unterscheidet Marx im fünften Kapitel zwischen Arbeitsprozess und Verwertungsprozess. Danach arbeitet er im sechsten Kapitel den Unterschied zwischen konstantem und variablem Kapital heraus.

### Prinzip
Der Kapitalist schießt zunächst Wert in Geldform vor. Er kauft damit Waren, nämlich Arbeitskraft und Produktionsmittel. Beide wendet er im Produktionsprozess an, um eine neue höherwertige Warenmenge zu schaffen. Schließlich verkauft der Kapitalist die neue Warenmenge, um mehr Geld zu erhalten, als er anfänglich vorgeschossen hat. Der anfänglich vorgeschossene Wert ist gewachsen und hat sich somit verwertet.
Indem Marx zwischen konstantem und variablem Kapital unterscheidet, versucht er zu klären, welche unterschiedlichen Rollen bestimmte Teile des Kapitals in der Wertbildung spielen.
Produktionsmittel können auf verschiedene Art und Weise verbraucht werden und ihren Wert übertragen. Einige werden in einer Produktionsperiode völlig verbraucht. Dabei verlieren sie ihren Gebrauchswert und übertragen ihren Wert ganz, wie zum Beispiel Rohmaterialien und Hilfsstoffe. In anderen Fällen bleiben Gestalt und Nutzen des Produktionsmittels über mehrere Produktionsperioden hinweg erhalten. Das betrifft die Arbeitsmittel, wie etwa Gebäude, Werkzeuge und Maschinen. Beispielsweise wird eine Maschine eines bestimmten Typs im Schnitt in zehn Jahren vollständig vernutzt. Sie verliert dann jedes Jahr ein Zehntel ihres Gebrauchswerts und überträgt ein Zehntel ihres Wertes.
Die Arbeiter wenden in einer Produktionsperiode die Produktionsmittel an und schaffen dadurch neue Gebrauchswerte. Sie übertragen den Wert der dabei verbrauchten und verschlissenen Produktionsmittel auf das neue Produkt. Sie verändern dadurch zwar nicht den Wert der verbrauchten Produktionsmittel, aber erhalten ihn; daher spricht Marx von konstantem Kapital.
Im Gegensatz dazu steht der andere Kapitalteil, mit dem der Kapitalist Arbeitskräfte kauft. Dieser Teil des Kapitals bewirkt eine Wertveränderung und wird deshalb von Marx als variables Kapital bezeichnet. Die Arbeiter schaffen im Arbeitsprozess ein wertmäßiges Äquivalent für ihren Lohn und darüber hinaus auch einen Mehrwert, den sich der Kapitalist als Eigentümer der Produktionsmittel aneignet.

## Konstantes Kapital und der Doppelcharakter der Arbeit
Laut Marx hat die Arbeit, die sich in Waren darstellt, einen Doppelcharakter. Diesen klar herausgearbeitet zu haben, betrachtet Marx als seine eigenen fundamentalen Beitrag zur politischen Ökonomie. Im Zusammenhang mit dem konstanten Kapital kommt er darauf zurück. Indem die Arbeiter ihre Arbeitskraft in einer bestimmten Form verausgaben, verrichten sie konkrete Arbeit, die Gebrauchswerte schafft. So übertragen sie den Wert der Produktionsmittel, die sie verbrauchen, auf ihr Produkt. Die abstrakte Arbeit hingegen bildet Wert bzw. Neuwert.
Marx beansprucht daher eine klarere Vorstellung von der Kapitalverwertung zu haben als David Ricardo (1772–1823). Er reagiert auch auf Polemiken gegen Ricardo, die Schwachpunkte in dessen Arbeitswerttheorie offengelegt hätten.

## Weitere Differenzierungen: Zirkulation des Wertes
Im zweiten Band von Das Kapital behandelt Marx explizit den Zirkulationsprozess. Dort untersucht er unter anderem, welche Rolle bestimmte Kapitalteile in Zirkulation des Wertes übernehmen. Er unterscheidet zwischen fixem Kapital und zirkulierendem Kapital.
Letzteres hatten bereits bürgerliche Ökonomen vor Marx getan, wie zum Beispiel Adam Smith (1723–1790), jedoch trennte Marx Wertbildung und Wertzirkulation deutlicher voneinander. Wie sich Marx in dieser Hinsicht ausführlich mit Adam Smith und vor allem mit David Ricardo auseinandersetzte, zeigen etwa das Manuskript Theorien über den Mehrwert wie auch der zweite Band von Das Kapital. Rosa Luxemburg (1871–1919) fügte in ihrer Schrift Die Akkumulation des Kapitals Marx' Termini zu fixes konstantes Kapital und zirkulierendes konstantes Kapital zusammen.
Das fixe konstante Kapital besteht aus Landbesitz, Bauten, Maschinen, Werkzeugen und größeren Ersatzteilen. Es wird beim Beginn eines Unternehmens angelegt und überträgt dann seinen Tauschwert innerhalb der Abschreibungszeit auf die produzierte Ware. Das fixe konstante Kapital teilt sich also
1. in „ursprünglich angelegtes“ fixes konstantes Kapital, das beim Start eines Unternehmens angelegt wird,
2. in „angelegtes“ fixes konstantes Kapital, das noch nicht abgeschrieben ist aber auch nicht gerade angewandt wird,
3. in „angewandtes“ fixes konstantes Kapital, das gerade in der Produktion angewandt wird und
4. in „amortisiertes“ fixes konstantes Kapital, das bereits seinen Wert auf die Ware übertragen hat und „abgeschrieben“ ist.

Das zirkulierende konstante Kapital besteht aus Rohmaterial und Hilfsstoffen. Dazu gehören auch nicht-stoffliche Hilfsstoffe, wie etwa Elektrizität und Fernwärme. Es wird beim Beginn eines Unternehmens angelegt. Es überträgt seinen Tauschwert innerhalb eines Kapitalumschlages vollständig auf die produzierte Ware. Mit dieser geht es in den Umlauf. Sein Tauschwert trennt sich im Verkauf (zusammen mit dem fixen konstanten Kapitalteil, dem variablen Kapitalteil und dem Mehrwert, die auf die einzelne Ware entfallen) vom Gebrauchswert der Ware und wird in Geldform in der Wertzirkulation zum Unternehmer zurück zirkuliert. Der Unternehmer legt es erneut in Rohmaterial und Hilfsstoffen an. Daher bildet es zusammen mit dem variablen Kapital, aber ohne den Mehrwert einen Teil des „Zirkulationskapitals“, das diesen beschriebenen Kreislauf ständig wiederholt. Das zirkulierende konstante Kapital teilt sich
1. in „angelegtes“ zirkulierendes konstantes Kapital, das aus dem Rohmaterial- und Hilfsstoffvorrat besteht und
2. in „angewandtes“ zirkulierendes konstantes Kapital, das gerade in der Produktion verwendet wird.

## Kritik
Joseph Alois Schumpeter (1883–1950) hielt den Umstand, dass Marx zwischen konstantem und variablem Kapital unterschieden hatte, für einen wertvollen Beitrag zur Kapitaltheorie. Marx habe mit seinen neuen Begriffen David Ricardos mangelhafte Begriffe des fixen und des zirkulierenden Kapitals ersetzt. Zudem habe Marx mit seinem Begriff der organischen Zusammensetzung Ricardo übertroffen. Schumpeter räumte in Theorie der wirtschaftlichen Entwicklung ein, dass Marx' These, wonach konstantes Kapital keinen Mehrwert schaffe, eine gewisse Entsprechung in Schumpeters eigener Theorie finde.
Joan Robinson (1903–1983) und John Eatwell (* 1945) urteilten, wenn man Marx' begrifflichen Apparat modifiziere, sei er wertvoll, um die kapitalistische Produktion, Verteilung und Akkumulation zu analysieren und um neoklassische Theorien zu kritisieren; ansonsten verwirre er.